# SN 2007no
SN 2007no – supernowa typu Ia odkryta 9 października 2007 roku w galaktyce A024105-0338. W momencie odkrycia miała maksymalną jasność 20,50m.